# Phytoplancton bioluminescent
La bioluminescence est un phénomène de production de lumière par des organismes vivants. Ce processus amène l’oxydation de la luciférine par la luciférase (une enzyme) et libère de la lumière grâce à l’énergie produite. C’est de l’énergie chimique qui est transformée en énergie lumineuse.  Ce phénomène est très observé, autant sur la terre ferme que dans les milieux aquatiques. Pensons aux lucioles ainsi qu’aux invertébrés et aux étranges poissons qui peuplent les fonds marins. Dans l’article présent, nous verrons un autre groupe d’êtres vivants qui utilise ce phénomène et il s’agit du phytoplancton.
On différencie la bioluminescence animale ou bactérienne de la bioluminescence végétale par la présence de phosphorescence due à la photosynthèse.
Le phytoplancton bioluminescent est principalement composé de Dinoflagellés photosynthétiques tels que les Noctiluca scintillans et les genres Gonyaulax  et Lingulodium. On ne connait toutefois pas encore tous les organismes qui produisent cette lumière puisque les études réalisées portent sur les caractéristiques entourant le phénomène plutôt que sur les espèces qui le produisent.

## Répartition du phytoplancton bioluminescent
Le phénomène qui influence le plus la répartition du phytoplancton est la résurgence ou «upwelling», Il s’agit d’un phénomène observé un peu partout sur la planète qui implique le mélange de couches d’eau. Il faut comprendre que dans les grandes étendues d’eau, des couches se formeront en fonction des propriétés de l’eau, principalement la salinité et la température. Le problème, c’est que les nutriments se trouvent majoritairement dans la couche profonde et le phytoplancton dans la couche supérieure où pénètre la lumière nécessaire à la photosynthèse. La résurgence est un mélange qui permet un apport important en nutriment à la surface de l’eau et produisant une zone très concentrée en organismes vivants. Les phénomènes produisant la résurgence sont multiples : il peut s’agir du relief sous-marin, comme une falaise; la rencontre de deux courants marins de directions opposées; ou la rencontre d’un courant et d’un fort vent.  Le phytoplancton se développe donc en grande quantité dans ces régions puisqu’il y a peu ou pas de limite de nutriments.
Sinon, on observe aussi que la bioluminescence végétale se retrouve principalement entre 0 et 40 mètres. Ce qui s’explique par la présence de lumière qui se disperse en entrant dans l’eau. Puisque la photosynthèse nécessite de la lumière, en absence de celle-ci le phytoplancton ne peut vivre. On remarque aussi que les fortes concentrations en Dinoflagellés photosynthétiques se trouvent au-dessus de la thermocline qui coïncide avec la présence de lumière.
Sinon la température et la salinité ne semblent pas avoir d’effet important sur la dispersion des micro-algues puisqu’on en retrouve partout sur la planète (! - Généralités sur le phytoplancton sans rapport avec le titre du paragraphe).

## Cycle de bioluminescence
La bioluminescence a lieu de nuit et non de jour, en raison de l'existence du cycle circadien (en 24h) de la bioluminescence, qui s’explique par la présence de lumière, ou plutôt son absence la nuit. L’oxydation produite par la luciférase est régulée par la présence de LBP (Luciferin Binding Protein). Pendant le jour, avec la présence du Soleil, la production de LBP est inhibée, et la luciférine est donc moins stable et son oxydation moins importante. Ce qui implique que la phosphorescence et la bioluminescence forment des cycles inverses, l’un stimulé par la présence de lumière, donc de photosynthèse, et l’autre par son absence. On note aussi une translocation des protéines photosynthétiques vers différents compartiments de la cellule (vacuoles) pouvant influencer la production de LBP. Environ 20 min sont nécessaires à la cellule pour produire les premières molécules de LBP, et ce, jusqu’au pic qui a lieu entre minuit et 2h du matin, là où l’obscurité est la plus importante. Puis la bioluminescence commence à diminuer avec le lever du soleil. L’intensité de la lumière module donc l’oxydation de la luciférine, ce qui explique la présence d’un cycle..

## Conséquences
Les sous-marins furtifs peuvent être détectés par la bioluminescence induite quand ils passent au niveau d'un nuage de phytoplancton produisant cette lumière.